# Prisión de Landsberg
La prisión de Landsberg es un centro penitenciario situado en la ciudad de Landsberg am Lech, en el suroeste del estado alemán de Baviera, a unos 65 kilómetros al oeste de Múnich y a 35 kilómetros al sur de Augsburgo.

## Historia
En 1924 Hitler pasó 264 días en Landsberg después del fallido Putsch de Múnich. Durante su encarcelamiento escribiría Mi Lucha (Mein Kampf), con la colaboración de Rudolf Hess.
La prisión fue utilizada por los Aliados de la Segunda Guerra Mundial durante la ocupación de Alemania para la reclusión de criminales de guerra nazis. En 1946, el general Joseph T. McNarney, comandante en jefe de las fuerzas de ocupación de Estados Unidos en Alemania, renombró la prisión como Prisión de criminales de guerra N.º 1. Los estadounidenses cerraron la instalación de crímenes de guerra en 1958. El control de la prisión fue entregado a las autoridades de la Alemania occidental y actualmente es mantenida por el Servicio de Prisiones del Ministerio de Justicia de Baviera.

## Prisioneros notables en Landsberg
- Ulrich Greifelt
- Josef Dietrich
- Hellmuth Felmy
- Adolf Hitler
- Otto Hofmann
- Karl-Adolf Hollidt
- Hermann Hoth
- Waldemar Klingelhöfer
- Alfried Krupp
- Hans Heinrich Lammer
- Wilhelm List
- Rupert Mayer, sacerdote católico
- Erhard Milch
- Joachim Peiper
- Martin Sandberger
- Gustav Adolf Steengracht von Moyland
- Otto Steinbrinck
- Walter Warlimont
- Bernhard Weiss
- Uli Hoeness, expresidente del FC Bayern de Múnich